# Erik Acharius

Erik Acharius (10 tháng 10 năm 1757 – 14 tháng 8 năm 1819) là một nhà thực vật học Thụy Điển đi tiên phong trong việc phân loại các loài Địa y và được biết đến như là "Cha đẻ của Địa y học".
Acharius sinh ra tại Gävle, trúng tuyển vào Đại học Uppsala năm 1773, ông là một trong số những sinh viên cuối cùng theo học Linnaeus. Sau đó ông làm việc cho Viện Hàn lâm Khoa học Hoàng gia Thụy Điển ở Stockholm và hoàn thành việc học y khoa tại Đại học Lund vào năm 1782. Ông được chỉ định làm nhân viên y tế ở thị trấn Vadstena vào năm 1785, và nhân viên y tế khu vực quận Östergötland năm 1789, giám đốc bệnh viện mới của Vadstena (vốn được ông khởi xướng) vào năm 1795, và giáo sư danh nghĩa vào năm 1803.
Acharius thuộc về những thế hệ các nhà thực vật học Thụy Điển trẻ hơn vốn tiếp tục công việc mà Linnaeus vẫn chưa làm xong. Acharius bắt đầu việc phân loại các loài Địa y và xuất bản vài công trình trong lĩnh vực này: Lichenographiae Suecia prodromus (1798), Methodus lichenum (1803), Lichenographia universalis (1810), Synopsis methodica lichenum (1814) và nhiều ấn phẩm định kỳ.
Ông là thành viên của Hội Địa văn học Hoàng gia ở Lund (1795), Viện Hàn lâm Khoa học Hoàng gia Thụy Điển (1796), Hội Linnean Luân Đôn (1801) và Hội Khoa học Hoàng gia ở Uppsala (1810).
Chi Acharia bao gồm vài loài thực vật, như Rosa acharii và Conferva acharii và một loài côn trùng, Tortrix achariana đã được đặt theo tên Acharius; tương tự như vậy, Huy chương Acharius được trao cho những người có thành tựu trọn đời trong môn địa y học.
Bộ sưu tập của Acharius được quyên góp cho vài viện bảo tàng: Viện Bảo tàng Lịch sử Tự nhiên Phần Lan ở Helsinki, Viện Bảo tàng Thực vật học ở Uppsala, Viện Bảo tàng Lịch sử Tự nhiên Thụy Điển và Viện Bảo tàng Thực vật học ở Lund. Các công trình nghiên cứu của ông được lưu giữ tại Thư viện Đại học Uppsala.

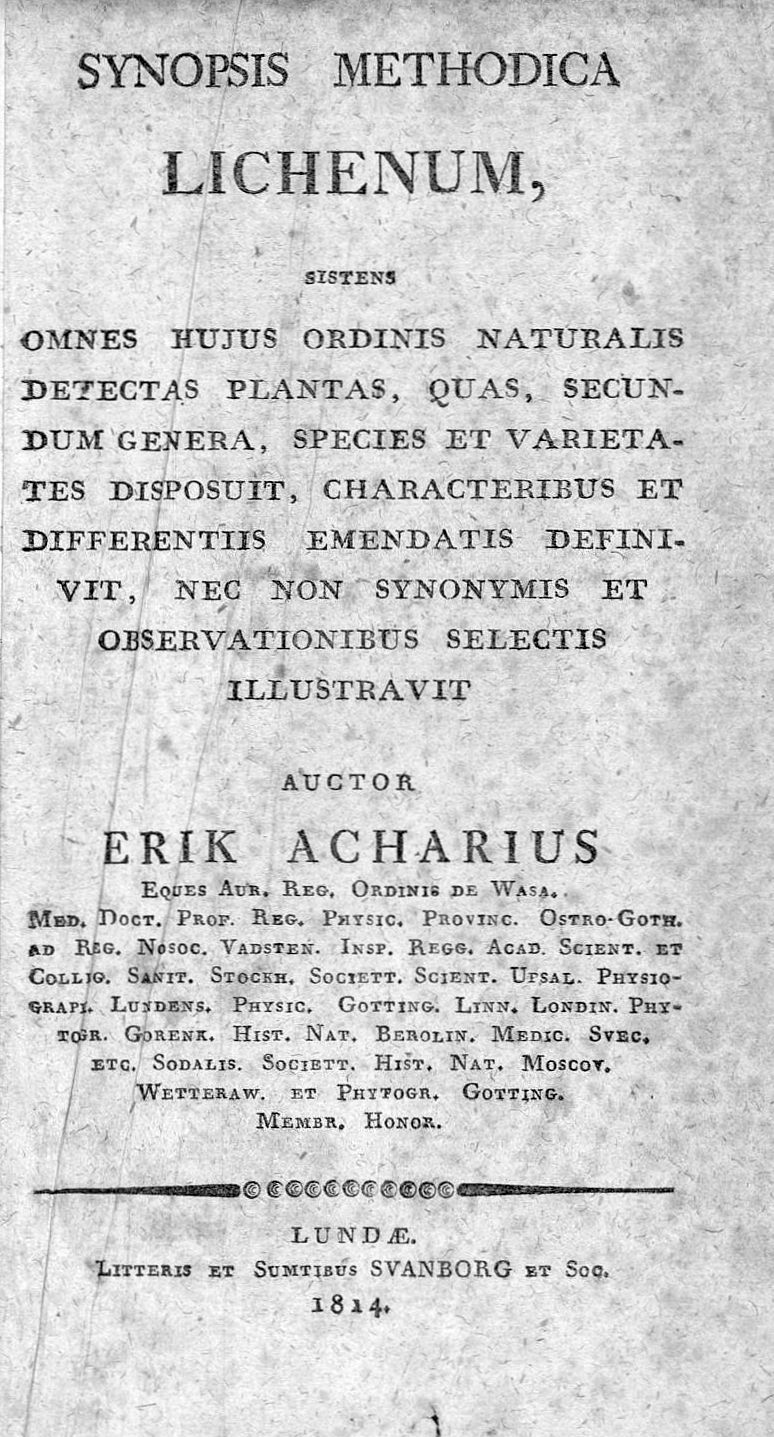
Synopsis methodica lichenum, 1814